# Hung Gar
Hung Gar är en sydkinesisk stridskonst som har sin grund i Shaolin kung fu.

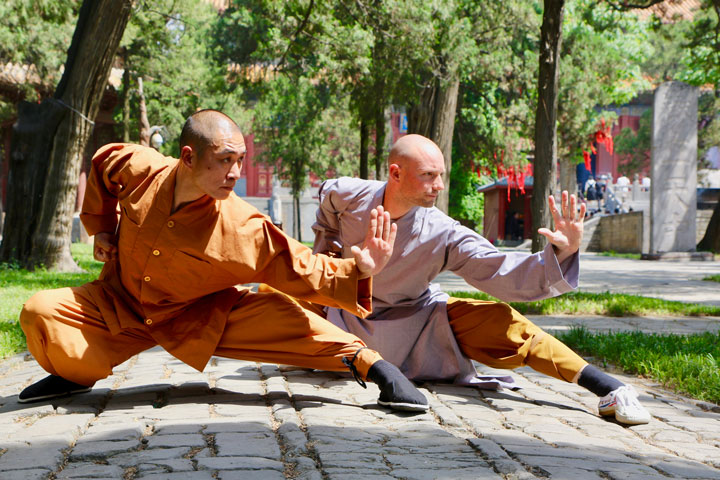
Kungfuutövare i låg ställning likt hung gar

Stilen hämtar sina tekniker från fem djur: drake (loong), orm (sare), tiger (fu), panter (pao) och trana (hok) och de fem elementen: Guld
(Gum), trä (Muk), vatten (Soy), eld (Faw) och jord (Tow).
Typiskt för Hung Gar är de låga ställningarna och avsaknaden av höga sparkar och hopptekniker.

## Verksamhet
Hung Gar Kuen finns representerad i världen i främst fyra familjegrenar. Tang Fung, Lam, Chiu och Lau. Gemensamt för de fyra är att de har grenats ut från den mest kända Hung Gar mästaren av dem alla, Wong Fei-hung. Trots olikheter dessa familjegrenar emellan strävar de åt samma mål, att bevara en av de rikaste stridskonsterna från Kina.
Hung Gar Kuen infördes officiellt i Sverige april 1999 av Sifu Roger Engmalm (Söderhamn), elev till Sifu Curtis Kautzman. Idag representerar Roger Engmalm Lau-familjen och tränar under Sifu Mark Houghton. Han har föreningar i Söderhamn, Sundsvall, Gävle och Stockholm.
Hung-familjens främste representant i Hong Kong var Lam Cho (1910-2012), adopterad son till den legendariske Hung Gar-utövaren Lam Tsai-wing. Lam Chos son Lam Chun-fai driver idag sin fars skola i hans anda och har ett flertal elever i hela världen. Familjen finns representerad i Sverige genom Sifu Mattias Lindh (Umeå).
Tang Fung var en av Wong Fei-hungs främsta elever, och han var känd för sin hårda och rigorösa träning och för sin "Old Square-Mind" mentalitet, för att han ansåg att man skulle hålla sig till traditioner och träna som man en gång lärt sig, och inte ta in för mycket av de "nymodigheterna" som då fanns. Tang Fung familjen representeras i Sverige av Sifu Marcus "Gyllenknopp" Gyllencreutz (Helsingborg), elev till Sifu Bruce Clark (Aberdeen) som representerar Europa i Yee's Hung Ga International Kung Fu Association, en världsomfattande organisation som leds av stormästaren Yee Chi-wai.

## Historia
Hung Kuen, (洪拳) även känd som Hung Gar, är den mest representativa stridskonsten från Lingnan-området. Idag har Hung Kuen blivit känd för sina djupt rotade ställningar, "järnbroar" (hårda underarmar), tiger och trana koncept (balansen mellan hård och mjuk), järntråd Chi Gung (铁线拳, Iron Wire Fist), de 5 djuren från shaolin och mycket mer.
Runt om i världen finns det otaliga skolor, särskilt av Wong Fei-hung och Lam Tsai-wing. I sitt ursprungsområde Guandong finns det många variationer och Hung Kuen är ibland en generisk term för många olika typer av kampstilar i södra Kina. I Guangdong är Hung Kuen populär i Zhanjiang, Huaduxian, Guangzhou, Foshan, Nanhai och Shunde områden. Vart och ett av områdena har utvecklat vissa unika egenskaper och aspekter i deras Hung Kuen. 
De viktigaste Guangdong-filialerna är idag:
- Huadu Hong Quan (花都洪拳, Fadou Hung Kuen)
- Yuexi Hong Quan (粤西洪拳, Jyut Sai Hung Kuen)
- Foshan Hong Quan (佛山洪拳, Futsan Hueng Kuen)
- Lin Jia Hong Quan (林家洪拳, Lam Gar Hung Kuen)
- Zhongsan Hong Quan (中山洪拳)

Hung Gars uppkomst härstammar ifrån förstörelsen av Shaolin-templet. Shaolin-templet är känt för att ha producerat många otroliga Kung Fu kämpar. Bland dessa fanns den väldigt kända Wong Fei-hung, vars livshistoria har berättats i åtskilliga böcker och filmer, ända ner till den moderna fadern av Hung Gar, Lam Tsai-wing som är en av de personer som har format Hung Gar till hur det ser ut idag. Det är dessa legendariska Kung Fu-hjältar och deras kampteknik som Hung Gar tar sin kunskap och sina traditioner ifrån.

### Historiska Hung Gar-mästare
- Gee Sin Sim See
- Hung Hei-gung
- Luk Ah-choi
- Wong Tai
- Wong Kai-ying
- Wong Fei-hung
- Lam Tsai-wing
- Tang Fung

## Träning

### Lin Gung
Exempel på grundträning är:
- Ma Gung: Ställningsträning för att bygga starka ben.
- Sam Kiu Sao: Övningar för att stärka dina armar och överkropp.
- Fu Jow Gung: Träning för hela kroppen med fokus på grepptekniker.
- Da Sam Sing: Övning för att massera och härda dina underarmar.
- Sei Fong Kiu Sao: Parövning för att stärka armarna.
- Kwa Jeung Sao: Parövning som tränar blockeringar och känslighet.

Till Lin Gung hör även grundläggande blockeringar, sparkar, slag, svep och grepp samt fysisk och mental träning för att utveckla ett starkt psyke och kropp. 

### Chi Gung
Chi Gung betyder andnings-/energiövning och är till för att stärka den inre kraften, vilket är en väldigt viktig del i Hung Gar-elevens utveckling. Mer avancerad inre träning kallas för Noi Gung och i Hung Gar används ljud och fysiska övningar för att mer påtagligt stärka Chi och Chi stärker i sin tur styrkan. Ging eller kraft är vad som skiljer Kung Fu från andra kampkonster. Ging är inte bara muskelstyrka utan även energins källa. Att kunna hantera Ging går hand i hand med utvecklandet av Chi: de två egenskaper som ger Hung Gars tekniker dess förödande styrka och dess "flytande" rörelser.
Chi gung ingår i Hung gar träningen, delvis som en separat del i Lin Gungen men även i former, tekniker och slag används chi gung. Detta eftersom alla tekniker som utförs ska ha ett visst andningsmönster för att kunna utföras optimalt. Det finns till och med former som består endast av Chi Gung, till exempel den kända Tit Sin Kuen - Järntråds formen.

### Lin Kuen
Kuen, det vill säga form, ger eleverna möjlighet att förstå teknikerna i Hung Gar. Lin kuen i sin tur är de former som endast innefattar händer, alltså handform. Den andra typen av form är Vapenform, vilket såklart innefattar vapen. 
Lin Kuen är Kung Funs skuggboxning, du får en känsla för kamp. Det består av en massa tekniker som har satts ihop till ett mönster. Lin Kuen hjälper eleven att på ett strukturerat sätt repetera sina tekniker. Formträningen är även viktig för att se helheten i strid och för att få in systemet i ryggmärgen. 

### Lin Ping Hei
Lin Ping Hei, som översätts till Vapenform, är en traditionell del av de flesta kinesiska kampkonster och är en rik del av Hung Gars arv. Trots att den är genomsyrad av traditioner är det en viktig del av elevens fysiska utveckling. Det förbättrar timing, styrka, kondition och ökar förståelsen för de olika Hung Gar-teknikerna. 
Ett vapen är ju i alla fall bara en förlängning av dina händer. De mest kända vapnen inom stilen är nog Woo Dip Do (fjärilssvärden) och Dai Gwun (lång stav). 

### Jin Luk
Jin Luk, det vill säga skicklighet i kamp, kan tränas både praktiskt och teoretiskt. Med hjälp av Hung Gars teorier och principer tränas en enskild teknik i luften, på säck, på "wooden dummy", på mits och i par. 
När eleven har nött sina tekniker knyts alltihop samman till ett realistiskt självförsvar genom Kiu Sao Gong. Med Kiu Sao Gong menas brohandsövning, vilket lär eleven att applicera sina tekniker mot ett "levande" motstånd. Genom detta får eleven förståelse för verklig kamp där vad som helst kan hända. Tekniken tränas med respekt eftersom Hung Gar är en ren "combat"-stil.